# Clonage humain

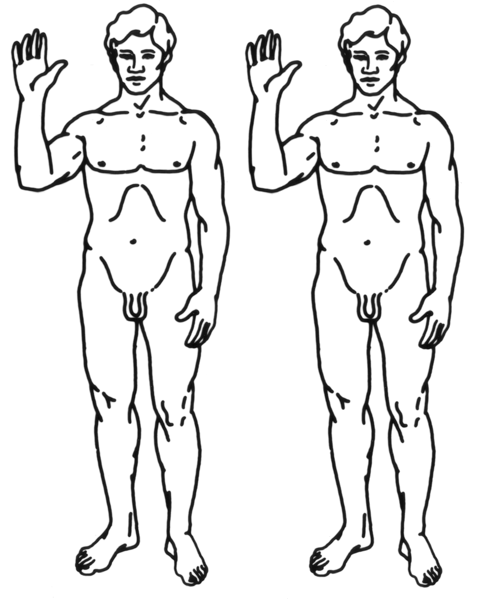
Illustration représentant deux êtres humains de patrimoine génétique identique.

Le clonage humain consiste en la création d'un être humain ou de cellules embryonnaires humaines à partir de la totalité du matériel génétique d'un humain déjà conçu.
On pourrait comparer ce concept à une gémellité retardée, et obtenue à la suite d'une décision.
Le clonage a donné l'espoir d'ouvrir un large éventail de possibilités médicales, telles par exemple que le remplacement d'un organe vital endommagé par un clone de celui-ci ou sa régénération par des cellules souches issues de l'embryon. Son utilisation potentielle soulève cependant de nombreux questionnements éthiques et actuellement aucun débouché thérapeutique ne s'est concrétisé par une pratique médicale. À la suite des avancées du clonage animal à la fin des années 1990, de nombreux pays ont légiféré sur la question.

## Techniques de clonage humain
Le clonage humain, que ce soit pour la reproduction ou à des fins thérapeutiques, peut être réalisé en utilisant deux méthodes distinctes.
Premièrement, la séparation de blastomères, également connue sous le nom de division d'un embryon simple, consiste en la division d'un œuf fécondé lorsqu'il contient de 2 à 8 cellules. Cette technique permet de créer deux individus, voire plus, qui partagent le même code génétique, comprenant à la fois les gènes nucléaires et mitochondriaux. Cette situation est similaire à la conception naturelle de jumeaux identiques, qui résulte de la fusion des gamètes du père et de la mère. Cependant, dans ce cas, la séparation de l'œuf fécondé est provoquée de manière artificielle.
Deuxièmement, le transfert nucléaire, également appelé transplantation nucléaire, implique le déplacement d'un noyau diploïde (avec 23 paires de chromosomes) issu d'une cellule somatique d'un organisme adulte vers un ovocyte (qui est haploïde, avec 23 chromosomes) dont le noyau a été préalablement retiré. Une fois le nouvel œuf reconstitué, il est activé en utilisant des produits chimiques ou un courant électrique pour initier la division cellulaire. Le développement de cet embryon cloné se poursuit en laboratoire jusqu'à ce qu'il soit prêt à être transféré dans l'utérus d'une femme préparée à le recevoir. Dans ce processus, l'embryon est le résultat d'une reproduction asexuée, car il n'y a pas de fusion de gamètes ni de mélange de gènes parentaux. Les seuls gènes identiques à ceux du donneur de la cellule somatique sont les gènes nucléaires du clone, tandis que les gènes mitochondriaux du clone proviennent du donneur de l'ovocyte, car ils se trouvent dans le cytoplasme en dehors du noyau.

## Clonage d'embryon
On a d'abord cru que les premiers embryons humains clonés avaient été réalisés par une équipe de l’Université nationale de Séoul en 2004, mais il s'avère qu'il s'agissait de parthénogenèse et non de clonage. En tout état de cause, le patrimoine génétique de la mère était identique à celui de la fille.
En janvier 2008, Stemagen (en), une firme de Californie, affirme dans la revue Stem Cell (en) avoir réussi à créer pour la première fois cinq embryons humains par clonage en utilisant des cellules de la peau de deux hommes adultes. Après vérifications, ils n'ont réussi à confirmer avec certitude que ces embryons étaient bien des clones des deux hommes que dans trois des cinq cas. Les embryons ont été détruits au cours du processus de vérification.
La technique employée par Stemagen est celle du clonage par transfert nucléaire de cellule somatique qui consiste à insérer dans un ovocyte énucléé le noyau d’une cellule adulte puis de conduire l’œuf ainsi créé à maturation. Cette technique a été utilisée avec succès chez des animaux et a même donné naissance à des clones viables : Dolly (brebis) clonée en 1996, Snuppy (chien) en 2005.
Chez l’homme, pour des raisons éthiques, le but du clonage n’est généralement pas d’obtenir un être humain complet, mais un embryon dont les cellules souches pourraient être utilisées à des fins thérapeutiques. En effet ces cellules souches ont le pouvoir de se différencier en n’importe quelles cellules du corps humain. Mises sur l’os, elles deviennent cellules osseuses, dans le foie, cellules hépatiques, dans le cerveau des neurones. Les risques de rejet, sont limités, puisqu’elles peuvent être génétiquement identiques à celles du receveur.

### Applications

#### Clonage thérapeutique ou à des fins de recherche
Le clonage humain thérapeutique (CHT), ou transfert de noyau de cellules somatiques, est une technique de production de matériel vivant utilisable à des fins thérapeutique, généralement pour une greffe et remplacer un organe détruit ou détérioré. Axel Kahn définit le clonage thérapeutique : « la «fabrication» de cellules de remplacement d'un organe malade à partir de cellules souches d'un embryon qui aurait exactement le même patrimoine génétique que la personne malade. »
L'intérêt de cette technique est la compatibilité génétique entre les cellules de la greffe et le malade du fait du clonage. Des maladies comme le diabète ou la maladie de Parkinson pourraient bénéficier de greffes de cellules produites par clonage.
La technique de clonage la plus courante sur laquelle la recherche travaille consiste à implanter le noyau d'une cellule somatique d'une personne dans un ovocyte énucléé pour commencer le développement embryonnaire et obtenir des cellules totipotentes dites aussi cellules souches. En effet, les lignées de cellules souches embryonnaires du Blastocyste (5e au 7e jour après fécondation) seraient susceptibles d'être greffées sans provoquer de rejet par l'organisme receveur. Donc des organes « neufs », ou des cellules à forte capacité de reproduction, pourraient ainsi être fabriquées, pour une greffe. Des publications récentes mettent en doute ces apports; un organisme vieilli serait incapable de mettre à profit le potentiel des cellules jeunes.
A ce jour, aucune application thérapeutique concrète n'a été démontrée.

#### Clonage reproductif
Le clonage reproductif permettrait à un couple d'avoir un enfant sans passer par une reproduction sexuée. L'enfant serait en conséquence le jumeau génétique du parent cloné ou d'un autre être humain, par exemple un enfant du couple mort accidentellement. Cependant, cela constituerait une expérimentation humaine menée dans des conditions doublement inacceptables. Les expériences ont d'abord été menées sur des femmes qui devaient porter ces implants, et tous les tests sur les animaux ont montré que la probabilité de grossesses anormales et/ou de fausses couches était très élevée. Des expériences ont ensuite été menées sur un très petit nombre d’enfants nés à terme qui, sur la base des résultats des mêmes tests, présentaient un risque élevé de développer de graves anomalies du développement ou postnatales pour ces raisons le clonage reproductif est interdit dans la plupart des pays.

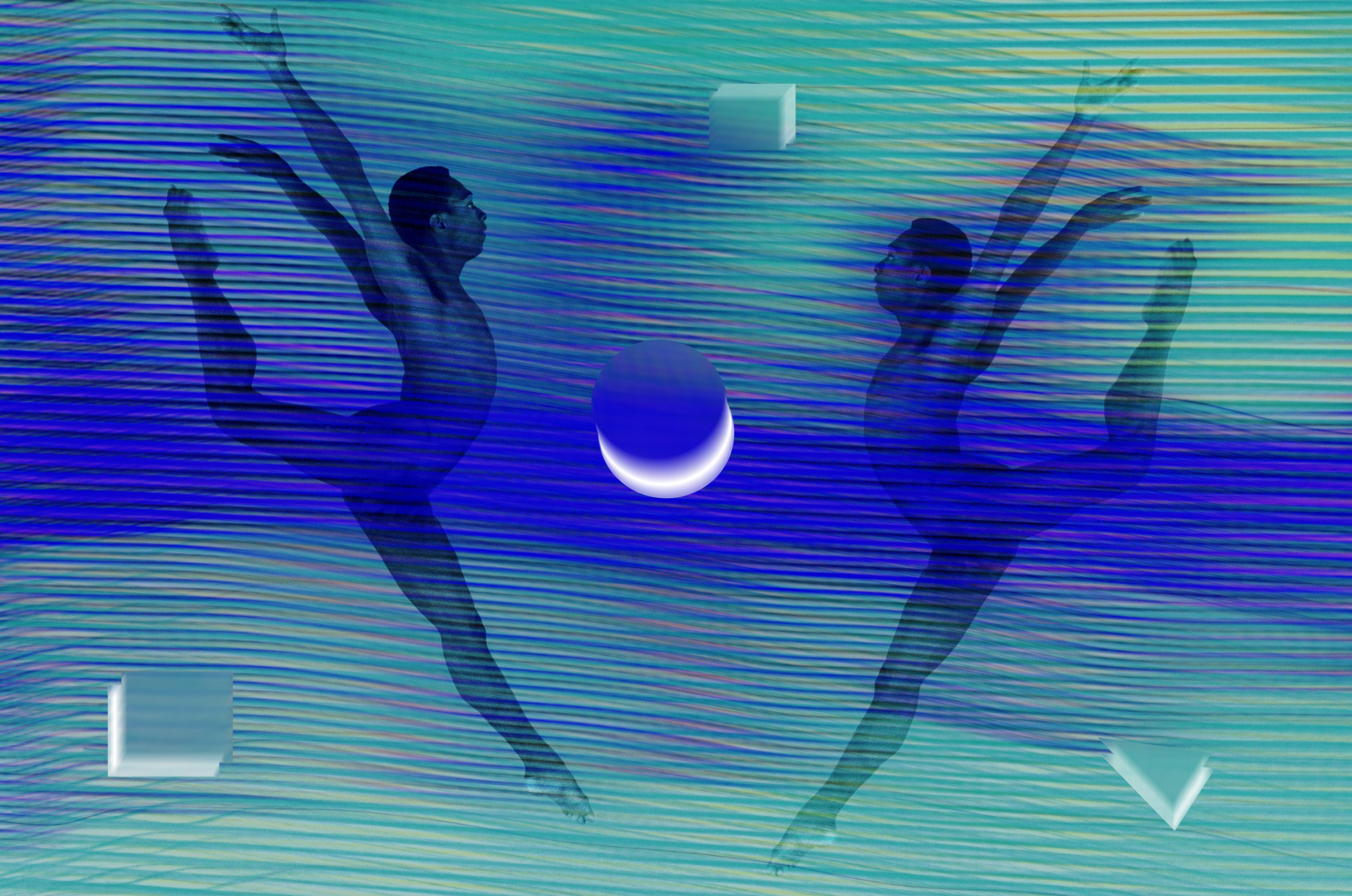
Photographie représentant deux êtres humains de patrimoine génétique identique

## Législation
Le 8 mars 2005, l'Assemblée générale des Nations unies a décidé d'interdire le clonage, même à des fins thérapeutiques. La Déclaration des Nations unies sur le clonage des êtres humains, non contraignante, a été adoptée avec 84 voix pour, 34 voix contre et 37 abstentions. Parmi les pays qui se sont opposés à cette déclaration se trouvent la France, le Royaume-Uni, la Norvège, l'Inde, le Japon, le Canada et la Chine.
La Charte des droits fondamentaux de l'Union européenne adoptée en décembre 2000 interdit le clonage reproductif des êtres humains.
Au Royaume-Uni, en août 2004, l'Autorité sur la fertilisation et l'embryologie humaine (HFEA) a autorisé le professeur Miodrag Stojkovic, de l'université de Newcastle à cloner des embryons humains à des fins de recherche thérapeutiques sur les cellules souches. Une autre autorisation a été accordée en 2005 au professeur Ian Wilmut du Roslin Institute d’Édimbourg.
En mai 2005, les équipes des professeurs Alison Murdoch et Miodrag Stojkovic, basées à Newcastle ont annoncé avoir cloné un embryon humain.
En Belgique, la recherche sur l’embryon humain est cadrée par une loi du 11 mai 2003. La constitution d’embryons à des fin de recherche n’est autorisée que dans des laboratoires agréés liés à un programme universitaire de soins de médecine reproductive ou de génétique humaine. Le protocole de recherche doit obligatoirement recevoir l’autorisation du Comité éthique d’institutions (universités, organismes). La recherche ne peut pas dépasser les 14 jours de développement de l'embryon et la création in vitro n'est autorisée que si des embryons surnuméraires ne peuvent être utilisés. Une seconde loi, promulguée en juillet 2007, traite de la procréation médicalement assistée et de la destination des embryons surnuméraires engendrés à cette occasion.
En Corée du Sud, l'équipe du professeur Hwang Woo-Suk est la première à cloner un embryon humain pour la recherche scientifique en février 2004. Ces résultats ont été partiellement contestés en décembre 2005 par une étude indépendante, une partie des résultats ayant été falsifiée.
En janvier 2008, les États-Unis autorisent la vente de produits venant d'animaux clonés : lait, œufs, viande, etc.
Au Maroc, toute recherche sur des embryons ou des fœtus humains est interdite. Est également interdite la conception d'embryons ou de fœtus humains à des fins de recherche ou d'expérimentation selon l'article 7 du Dahir n° 1-19-50

### France
La législation française sur les clonages compte parmi les plus sévères : ainsi, l'article 16-4 du Code civil français proscrit tout clonage, à but eugénique, reproductif ou thérapeutique :

« Nul ne peut porter atteinte à l'intégrité de l'espèce humaine.
- Toute pratique eugénique tendant à l'organisation de la sélection des personnes est interdite.
- Est interdite toute intervention ayant pour but de faire naître un enfant génétiquement identique à une autre personne vivante ou décédée.
- Sans préjudice des recherches tendant à la prévention et au traitement des maladies génétiques, aucune transformation ne peut être apportée aux caractères génétiques dans le but de modifier la descendance de la personne. »

— Article 16-4 du Code civil
L'ancien ministre de la Recherche Roger-Gérard Schwartzenberg, a déposé le 24 mai 2005, devant le bureau de l'Assemblée nationale, une proposition de loi visant à abroger l'article de la loi du 6 août 2004 sur la bioéthique, qui interdit le clonage thérapeutique. Une pétition, signée par 10 personnalités scientifiques, dont deux prix Nobel de médecine, François Jacob et Jean Dausset, a été remise le 17 juin 2005 au président de l'Assemblée nationale afin de soutenir cette proposition.
Ces pratiques sont punissables de peines allant de trente ans à la réclusion criminelle à perpétuité.

« Sont notamment susceptibles de permettre des progrès thérapeutiques majeurs, au sens de l'article L. 2151-5, les recherches sur l'embryon et les cellules embryonnaires poursuivant une visée thérapeutique pour le traitement de maladies particulièrement graves ou incurables, ainsi que le traitement des affections de l'embryon ou du fœtus. »

— Article R2151-1 (inséré par Décret no 2006-121 du 6 février 2006 art. 1-II Journal officiel du 7 février 2006) du Code de la santé publique